# Old School (Brooklyn Nine-Nine)
"Old School" es el octavo episodio de la primera temporada de la serie de televisión de comedia policiaca estadounidense Brooklyn Nine-Nine. Es el octavo episodio general de la serie y está escrito por Gabe Liedman y dirigido por Beth McCarthy-Miller. Se emitió por Fox en los Estados Unidos el 12 de noviembre de 2013. Fue el octavo episodio en ser transmitido pero el noveno episodio en ser producido.

## Argumento
El precinto es visitado por Jimmy Brogan (Stacy Keach), un ex periodista y autor de novelas policiales en la década de 1970. El detective Jake Peralta (Andy Samberg) es un gran admirador de los libros; lo inspiraron a convertirse en detective. Actualmente, Brogan está trabajando en un libro que detalla la evolución del NYPD desde los años 70. Sin embargo, no muestra interés por el entorno moderno y la nueva ruta que ha tomado el precinto desde entonces.
El sargento Terry Jeffords (Terry Crews) informa a los detectives Charles Boyle (Joe Lo Truglio) y Rosa Díaz (Stephanie Beatriz) que Díaz tendrá que ir a la corte para testificar en un caso, pero cree que ella necesita mejores modales para presentarse frente del estrado de testigos. Intentan cambiar su comportamiento para hacerla una presencia menos abrasiva en la corte, pero no tienen éxito. Boyle prueba otra táctica: le enseña a Díaz a imaginar su "lugar feliz" para que no sea tan dura en el estrado. Esto funciona y el acusado es sentenciado a prisión. Díaz agradece a Boyle invitándolo a cenar con ella y su novio.
Peralta y Brogan se emborrachan y se unen en un bar. Al día siguiente, Peralta descubre que Brogan tiene planes de usar información de su conversación en su artículo, incluidas críticas al Capitán Holt (Andre Braugher) que pueden dañar la reputación del capitán. Peralta convence a Brogan de que no publique los comentarios ofensivos, pero cuando Brogan se pone casualmente homofóbico en la conversación, Peralta lo golpea en la cara y Brogan publica el artículo con todo lo que contiene. Holt se pone furioso cuando se entera de esto y suspende a Peralta, pero la detective Amy Santiago (Melissa Fumero) le dice la verdad: que Peralta había estado defendiendo la sexualidad del capitán. Holt, comprendiendo eso, Holt luego condena el artículo y defiende a Peralta. 

## Artistas invitados
- Stacy Keach como Jimmy Brogan
- Jerry Minor como Jeremy Grundhaven
- Dirk Blocker como Michael Hitchcock
- Joel McKinnon Miller como Norman Scully

## Recepción

### Espectadores
En su transmisión estadounidense original, "Old School" fue vista por aproximadamente 3,26 millones de espectadores domésticos y obtuvo una participación de audiencia de 1,4 / 4 entre adultos de 18 a 49 años, según Nielsen Media Research. Esta fue una disminución del 16% en la audiencia con respecto al episodio anterior, que fue visto por 3,84 millones de espectadores con un 1,6 / 4 en la demografía de 18 a 49 años. Esto significa que el 1.4 por ciento de todos los hogares con televisión vieron el episodio, mientras que el 4 por ciento de todos los hogares que veían televisión en ese momento lo vieron. Con estos índices de audiencia, Brooklyn Nine-Nine fue el segundo programa más visto en FOX durante la noche, superando a Dads y The Mindy Project pero detrás de New Girl, cuarto en su franja horaria y décimo por la noche en la demografía 18-49, detrás de New Girl, The Goldberg, The Biggest Loser, Person of interest, Agentes de SHIELD, Chicago Fire, NCIS: Los Ángeles, NCIS y The Voice.

## Críticas
"Old School" recibió críticas en su mayoría positivas de los críticos. Roth Cornet de IGN le dio al episodio un "excelente" 8,3 sobre 10 y escribió: "Brooklyn Nine-Nine entregó uno de sus episodios más ajustados hasta ahora con 'Old School'. La dinámica del grupo es realmente positiva, lo que ha creado un espacio para la escritores para presentar nuevos aspectos de la personalidad de los personajes y jugar con las relaciones. Las historias A y B fueron igualmente entretenidas y casi todos, incluso Hitchcock y Scully, tuvieron algo que hacer. Con la excepción de Linetti, por supuesto, que no tuvo su momento en este episodio, lamentablemente. Stacy Keach hizo un papel de contraste ideal y era completamente creíble como un reportero de ritmo de la 'vieja guardia'. El tono era mayormente salado, con la cantidad justa de dulce, con Peralta defendiendo el honor de Holt y apreciando el trasero anormalmente cálido de Santiago. Después de todo, tiene un lado suave. Más importante aún, como Santiago, creo que todos estamos empezando a ser capaces de leer a Holt. Su media sonrisa lo dice todo "
Molly Eichel de The A.V. Club le dio al episodio una calificación de "A-" y escribió: "'Old School' no solo fue divertida en los momentos grandes y amplios, sino también en los más pequeños. Las reacciones faciales en este episodio fueron ejemplares, especialmente de Andre Braugher y Melissa Fumero. El primero no jugó un papel importante en el episodio, pero hizo lo que pudo en los momentos sutiles en los que se supone que el espectador está prestando atención a la broma. El trabajo de cámara en este episodio también fue particularmente divertido , especialmente al principio: el primer plano de Boyle en su totalidad con el equipo del escuadrón de bombas mientras él, luciendo absolutamente aterrorizado, intenta quitarle los zapatos a Scully, o la panorámica rápida de Peralta a Santiago después de que Boyle comenta sobre la rápida historia de pérdida de virginidad de Peralta, signo de gran maduración de la serie, espero que continúe por este camino ”. 
Alan Sepinwall de HitFix escribió: "Combine eso con una historia B sobre Terry y Charles entrenando a Rosa sobre su comportamiento en la corte que usó bien a los tres personajes (y continuó la tendencia Schur / Goor de 'Parks and Rec' de montajes divertidos de personas que intentaban con atuendos extraños) y no se quedó más tiempo de su bienvenida, y tienes otra salida prometedora para la comedia de novatos ". Aaron Channon de Paste le dio al episodio un 8.8 sobre 10 y escribió:" Todo esto fue envuelto dentro de un episodio que incluía un gran humor de resaca ('Ughhh, todo mi cuerpo tiene la boca seca'), el avance de la dinámica de Rosa-Charles, que podría justificar otra recapitulación por sí misma, pequeñas pepitas de bondad de broma interna y un no sutil referencia a Duro de matar (destacando nuevamente la comprensión suprema del género de los escritores). Fue el mejor episodio de Brooklyn Nine-Nine hasta el momento y el que lo eleva de una nueva y agradable comedia de otoño a una televisión que debe ver (tanto como cualquier programa de televisión en red puede invocar tan imperativo) ". 